# Ein Teil von uns
Ein Teil von uns ist ein deutscher Fernsehfilm aus dem Jahr 2016. Regie führte Nicole Weegmann. Die Hauptrollen sind mit Jutta Hoffmann, Brigitte Hobmeier, Volker Bruch und Nicholas Reinke besetzt.
Der Film beschäftigt sich mit einem Tabuthema unserer Gesellschaft. Kinder von Obdachlosen verleugnen oft Vater oder Mutter und damit auch einen Teil von sich selbst. Dass der eigene Vater oder die Mutter ein Leben auf der Straße führt, das in der Regel mit schweren psychischen und physischen Abstürzen und einem „würdelosen Lebenszustand“ verbunden ist, belastet oftmals auch das Leben der Angehörigen schwer und kann das eigene Selbstwertgefühl auf eine harte Probe stellen. Es geht in diesem Fernsehfilm um die Herausforderungen, die ein Leben mit einem obdachlosen Angehörigen, in unserem Fall mit einer psychisch kranken Mutter, mit sich bringt.
Die Erstaufführung des Films war am 29. Juni 2016 beim Filmfest München.

## Handlung
Nadja hat ihr Leben endlich im Griff – ein guter, erfüllender Job, eine eigene Wohnung und eine neue Liebe. Doch nach Jahren ohne Kontakt zu ihrer Mutter Irene, taucht diese auf der Hochzeit von Nadjas Bruder plötzlich auf und bricht damit wieder mitten in ihr Leben ein. Nadja gelingt es, die rabiat auftretende Mutter von der Feier wegzulotsen. Erneut muss sich Nadja ihrer familiären Situation stellen. Denn Irene lebt auf der Straße und ist psychisch krank. In den nächsten Tagen kümmert Nadja sich erneut um eine Bleibe für sie. Nadjas Bruder Micki und auch ihr Vater Norbert wünschen aus Selbstschutz gar keinen Kontakt zu Irene. Nadja ist wie immer die Einzige in der Familie, die sich für ihre Mutter verantwortlich fühlt. Doch Irene lässt sich nicht bevormunden. Schon gar nicht von der eigenen Tochter. Nadja muss lernen, die Scham abzulegen, das Schicksal ihrer Mutter anzunehmen und trotzdem ihr eigenes Leben zu leben.
Schließlich gibt Nadja eine Reise mit ihrem Freund auf, nur um das Leben ihrer Mutter wieder auf ein mit der Chance des Überlebens verbundenes Gleis zu setzen.

## Produktionsnotizen
Die meisten der Außenaufnahmen entstanden in München. Produziert wurde der Film von der Constantin Television GmbH (Produzentin: Kerstin Schmidbauer) im Auftrag des Bayerischen Rundfunks für den „FilmMittwoch im Ersten“. Die Redaktion lag bei Claudia Simionescu und Amke Ferlemann, das Drehbuch wurde von Esther Bernstorff (u. a. 4 Könige) geschrieben.
Grimme-Preisträgerin Nicole Weegmann war bereits für die Fernsehfilme Ihr könnt euch niemals sicher sein und Mobbing verantwortlich.

## Rezeption

### Kritik
Tilmann P. Gangloff schrieb für die Frankfurter Rundschau: „Ein bedrückendes, aber vorzüglich gespieltes Drama mit Brigitte Hobmeier als Tochter einer Obdachlosen.“ Ein Teil von uns sei „exzellent gespielt“ und schildere „die Verhältnisse ungeschönt“, urteilte Gangloff. Auch sorge die „Gestaltung der kühlen Novemberbilder“ dafür, dass das Drama „alles andere als herzerwärmend“ sei. Jutta Hoffmann verkörpere „die offenkundig geistig verwirrte Mutter mit unbarmherziger Konsequenz als boshafte und ständig mit saftigen Kraftausdrücken um sich werfende alte Frau, die jedes Mitgefühl im Keim erstick[e]“. Solche Empfindungen wecke viel eher Brigitte Hobmeier. Für Jutta Hoffmann, die ehemalige Polizeiruf-110-Kommissarin Wanda Rosenbaum, sei „die kotzende und fluchende Obdachlose, […] eine tolle Rolle, die sie ohne Rücksicht auf Eitelkeiten bis zur bitteren Neige preiswürdig verkörper[e]“.
Auch Frank Haberland von Der Westen lobte Ein Teil von uns sei ein „brillant gespieltes Drama“. […] Der „soziale Absturz eines Familienmitglieds und die Folgen für die Beteiligten“ würden „authentisch dargestellt“. Ein solcher Film stehe und falle mit den Leistungen der Schauspieler, schrieb Haberland weiter, und die seien „– kurzum – herausragend“. Zur Leistung von Brigitte Hobmeier: „In jedem Ausdruck von Brigitte Hobmeier, gerade in den kleinen und zurückgenommenen, liegt tiefste Emotionalität.“ Und dann „sei da Jutta Hoffmann, die mit Irene eine vielschichtige, vulgäre, mitleiderregende und erschreckende Figur so überzeugend spiel[e], dass man bis zum Ende nicht abschätzen [könne], wie dieser Film ausgeh[e]“. Hobmeiers und Hoffmanns Leistungen „zählten zum Eindringlichsten, was das TV-Jahr zu bieten“ habe. Fazit: „Intensiv, hochemotional, zutiefst bewegend und exzellent besetzt.“
Matthias Hannemann von der Frankfurter Allgemeinen Zeitung stellte fest, „der Film, der sich bei der Darstellung von Irene auf die schauspielerische Erfahrung Jutta Hoffmanns verlassen kann, spar[e] nicht an trostlosen Details aus dem Milieu. Als Psychostudie überzeug[e] er, weil er platten Botschaften ausweich[e] und Nadjas Blickwinkel konsequent folg[e]“. Ein Teil von uns sei „ein Film von großer Kraft: tieftraurig, langsam, Themen wie Familie und Verantwortung behutsam, ohne Schuldzuweisungen umkreisend. Kümmert euch rechtzeitig, raun[e] er. Ohne zu verschweigen, dass das manchmal nichts bring[e]“.

### Auszeichnungen
Der Film wurde 2016 für das FernsehFilmFestival Baden-Baden nominiert und erhielt am 25. November den 3Sat-Zuschauerpreis sowie Sonderpreise für beide Hauptdarstellerinnen und das Drehbuch.
2017 wurden Esther Bernstorff (Buch), Nicole Weegmann (Regie), Brigitte Hobmeier (Darstellerin) und Jutta Hoffmann (Darstellerin) für die Produktion mit einem Grimme-Preis ausgezeichnet.
Das Drehbuch von Esther Bernstorff erhielt 2017 eine Auszeichnung der Deutschen Akademie für Fernsehen.
Jutta Hoffmann war in der Kategorie „Beste deutsche Schauspielerin“ für die Goldene Kamera 2017 nominiert und Nicole Weegman in der Kategorie „Bester deutscher Fernsehfilm“.